# Elecciones estatales de Berlín Occidental de 1963

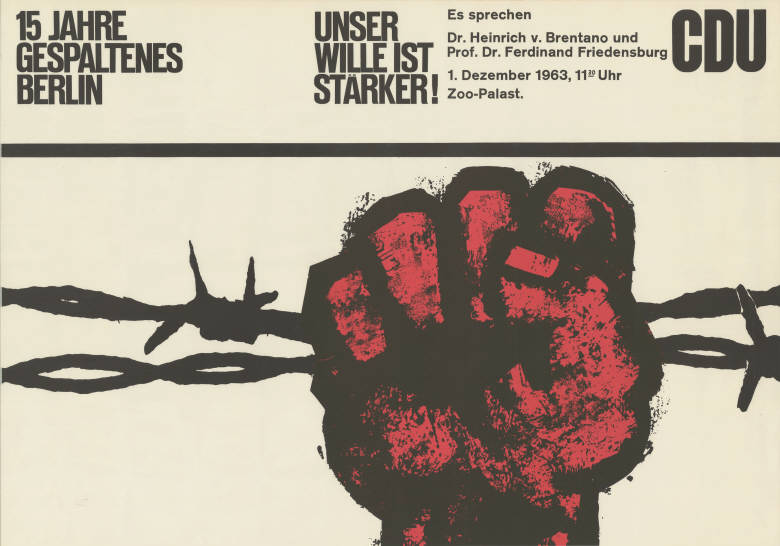
Propaganda política de la Unión Demócrata Cristiana de Alemania para las elecciones de Berlín Occidental de 1963.

Las elecciones en Berlín Occidental del 17 de febrero de 1963 fueron las primeras elecciones en Berlín después de la construcción del Muro de Berlín.
El candidato del SPD fue de nuevo el alcalde Willy Brandt, la CDU postuló de nuevo a su diputado, Franz Amrehn.
El SPD experimentó una importante victoria electoral: Con el 61,9% de los votos aumentó en 9,3 puntos porcentuales y anotó su segundo mejor resultado desde el final de la guerra. Además, logró con los 80 escaños elegidos directamente ganar una mayoría de dos tercios a nivel de distrito. Su socio de coalición, la CDU, sin embargo, se redujo en 8,9 puntos porcentuales, hasta el 28,8% de los votos, mientras que el FDP alcanzó un 7,9% (aumento de 4,1 puntos porcentuales) y regresó al Abgeordnetenhaus de Berlín.
Con la alta victoria electoral del SPD, los analistas atribuyeron la misma al aspecto energético de Brandt en relación con la construcción del muro, mientras que la CDU fue vista por muchos votantes como poco convincente, debido a su mala administración en el manejo de la crisis.

La CDU quedó entonces en la oposición, mientras que Brandt a pesar de obtener una olgada mayoría absoluta, formó una coalición con el FDP.

## Resultados
Los resultados fueron:
| Elecciones de 1963 | Elecciones de 1963 | Elecciones de 1963 | Elecciones de 1963 | Elecciones de 1963 |
| ------------------ | ------------------ | ------------------ | ------------------ | ------------------ |
| Hab. inscritos     | Hab. inscritos     | 1.748.588          |                    |                    |
| Participación      | Participación      | 1.572.027          | 89,9 %             |                    |
|                    | SPD                | 962.197            | 61,9 %             | 89 escaños         |
|                    | CDU                | 448.459            | 28,8 %             | 41 escaños         |
|                    | FDP                | 123.382            | 7,9 %              | 10 escaños         |
|                    | SED-W              | 20.929             | 1,4 %              | —                  |
| Total              | Total              |                    | 100,0 %            | 140 escaños        |